# ماهر بيرقدار
ماهر بيرقدار (26 مارس 1968-)، لاعب كرة قدم سوري سابق وعضو لجنة حراس المرمى في الاتحاد القطري لكرة القدم. بدأ مسيرته في نادي الكرامة ولعب له في كافة الفئات العمرية .

## وصلات خارجية
- ماهر بيرقدار على موقع ناشيونال فوتبول تيمز (الإنجليزية)
- ماهر بيرقدار على موقع عالم كرة القدم.نت (الإنجليزية)